# The Triflers (film 1920)
The Triflers è un film muto del 1920 diretto da Christy Cabanne che ha come interpreti Edith Roberts, David Butler, Forrest Stanley, il piccolo Benny Alexander. La sceneggiatura di Hal Hoadley si basa su un soggetto per lo schermo di Joseph Franklin Poland.

## Produzione
Il film fu prodotto dalla Universal Film Manufacturing Company.

## Distribuzione
Il copyright del film, richiesto dalla Universal Film Mfg. Co., Inc., fu registrato il 26 dicembre 1919 con il numero LP14574.
Distribuito dalla Universal Film Manufacturing Company e presentato da Carl Laemmle, il film uscì nelle sale statunitensi il 12 gennaio 1920.
Non si conoscono copie ancora esistenti della pellicola che viene considerata presumibilmente perduta.